# Kakuro

Un rompecabezas kakuro sin resolver.

Kakuro es una clase de enigma lógico que a menudo es referido como una transcripción matemática del crucigrama. Básicamente, los enigmas Kakuro son problemas de programación lineal, y se pueden resolver utilizando las técnicas de matriz matemática, aunque sean resueltos típicamente a mano. Los enigmas de Kakuro son regulares en la mayoría, si no todas, de las publicaciones de matemáticas y de enigma lógico en los Estados Unidos. Dell Magazines propuso los nombres de Cross Sums (Sumas Cruzadas) y Cross Addition (Adición Cruzada), pero también el nombre japonés Kakuro (la abreviación japonesa de kasan kurosu: 加算クロス Adición+Cruz) que parece haber ganado aceptación general y los enigmas aparecen titulados de esta manera ahora en la mayoría de las publicaciones. La popularidad de Kakuro en Japón es inmensa, sólo después del famoso Sudoku entre otras célebres ofertas de la famosa Nikoli.